# Jarosit
Jarosit (auch Gelbeisenerz oder Raimondit) ist ein häufig vorkommendes Mineral aus der Mineralklasse der „Sulfate“ (und Verwandte, siehe Klassifikation). Es kristallisiert im trigonalen Kristallsystem mit der Zusammensetzung KFe33+[(OH)6|(SO4)2], ist also chemisch gesehen ein Kalium-Eisen-Sulfat mit zusätzlichen Hydroxidionen.
Jarosit ist durchsichtig bis durchscheinend und entwickelt tafelige, pseudokubische Kristalle. Meist findet er sich aber in Form kleiner, kristalliner Krusten oder faseriger, nieriger, körniger, pulveriger oder erdiger Aggregate von bernsteingelber bis dunkelbrauner Farbe. Unverletzte Kristallflächen weisen einen glas- bis diamantähnlichem Glanz auf, Bruchflächen glänzen dagegen eher harzähnlich.
Das Mineral sieht optisch dem Limonit (Brauneisenstein) recht ähnlich und wird gelegentlich mit diesem verwechselt, zumal es mit der Zeit zu diesem verwittert.

## Etymologie und Geschichte

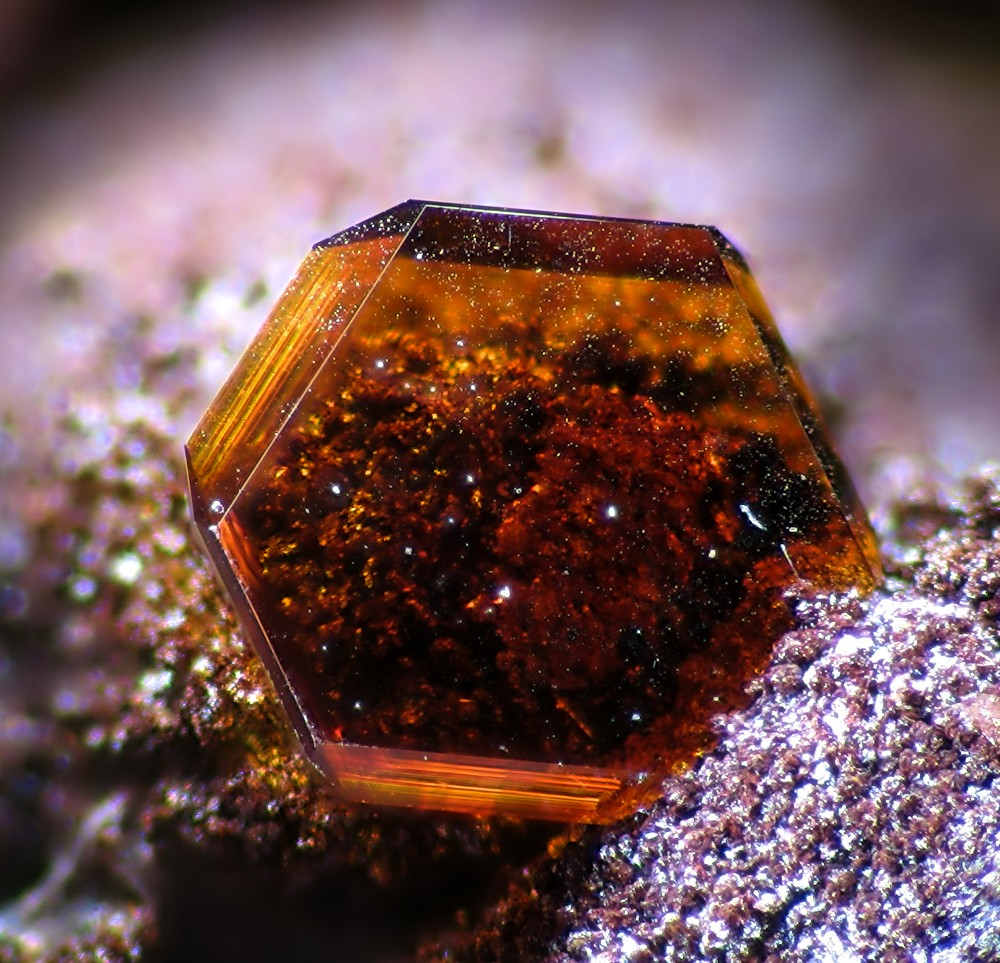
Jarositkristall aus der Typlokalität Jaroso (Bildbreite: 2 mm)

Erstmals entdeckt wurde Jarosit bei Barranco Jaroso in der Sierra Almagrera in der spanischen Provinz Almería und beschrieben 1852 durch August Breithaupt, der das Mineral nach dessen Typlokalität benannte.

## Klassifikation
In der veralteten 8. Auflage der Mineralsystematik nach Strunz gehörte der Jarosit zur Mineralklasse der „Sulfate, Chromate, Molybdate, Wolframate“ und dort zur Abteilung „Wasserfreie Sulfate mit fremden Anionen“, wo er gemeinsam mit Alunit, Ammoniojarosit, Argentojarosit, Beaverit, Hydroniumjarosit, Natroalunit, Natrojarosit, Osarizawait und Plumbojarosit in der „Alunit-Reihe“ mit der Systemnummer VI/B.03a steht.
In der zuletzt 2018 überarbeiteten Lapis-Systematik nach Stefan Weiß, die formal auf der alten Systematik von Karl Hugo Strunz in der 8. Auflage basiert, erhielt das Mineral die System- und Mineralnummer VI/B.11-060. Dies entspricht der Klasse der „Sulfate, Chromate, Molybdate und Wolframate“ und dort der Abteilung „Wasserfreie Sulfate, mit fremden Anionen“, wo Jarosit zusammen mit Alunit, Ammonioalunit, Ammoniojarosit, Argentojarosit, Beaverit-(Cu), Beaverit-(Zn), Dorallcharit, Huangit, Hydroniumjarosit, Krivovichevit, Natroalunit, Natrojarosit, Osarizawait, Plumbojarosit und Walthierit die „Alunitgruppe“ mit der Systemnummer VI/B.11 bildet.
Die von der International Mineralogical Association (IMA) zuletzt 2009 aktualisierte 9. Auflage der Strunz’schen Mineralsystematik ordnet den Jarosit in die Klasse der „Sulfate (Selenate, Tellurate, Chromate, Molybdate und Wolframate)“ und dort in die Abteilung „Sulfate (Selenate usw.) mit zusätzlichen Anionen, ohne H2O“ ein. Hier ist das Mineral in der Unterabteilung „Mit mittelgroßen und großen Kationen“ zu finden, wo es zusammen mit Alunit, Ammonioalunit, Ammoniojarosit, Argentojarosit, Beaverit-(Cu), Beaverit-(Zn), Dorallcharit, Huangit, Hydroniumjarosit, Minamiit, Natroalunit, Natrojarosit, Osarizawait, Plumbojarosit, Schlossmacherit und Walthierit die „Alunitgruppe“ mit der Systemnummer 7.BC.10 bildet.
In der vorwiegend im englischen Sprachraum gebräuchlichen Systematik der Minerale nach Dana hat Jarosit die System- und Mineralnummer 30.02.05.01. Das entspricht der Klasse der „Sulfate, Chromate und Molybdate“ und dort der Abteilung „Wasserfreie Sulfate mit Hydroxyl oder Halogen“. Hier findet er sich innerhalb der Unterabteilung „Wasserfreie Sulfate mit Hydroxyl oder Halogen mit (AB)2XO4Zq“ in der „Alunitgruppe (Jarosit-Untergruppe)“, in der auch Natrojarosit, Hydroniumjarosit, Ammoniojarosit, Argentojarosit, Plumbojarosit, Beaverit und Dorallcharit eingeordnet sind.

## Kristallstruktur
Jarosit kristallisiert trigonal in der Raumgruppe R3m (Raumgruppen-Nr. 166) mit den Gitterparametern a = 7,30 Å und c = 17,27 Å sowie 3 Formeleinheiten pro Elementarzelle.

## Eigenschaften
Das Mineral ist stark pyroelektrisch, reagiert also bei intervallartiger Erwärmung und Abkühlung mit dem Aufbau einer elektrischen Spannung.

## Bildung und Fundorte

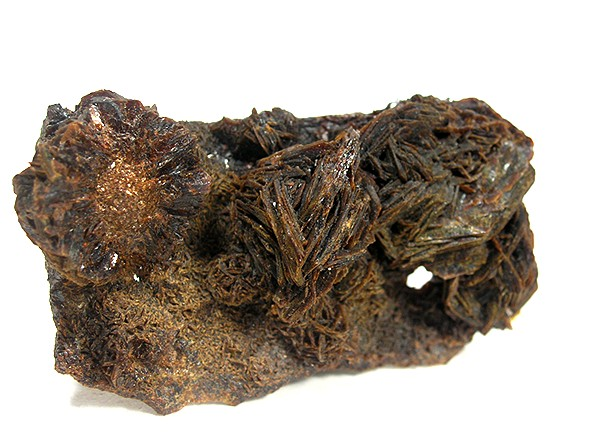
Blättriger Jarosit aus der Sierra Peña Blanca, Municipio de Aldama, Chihuahua, Mexiko (Größe der Jarositkristalle ca. 1 cm)

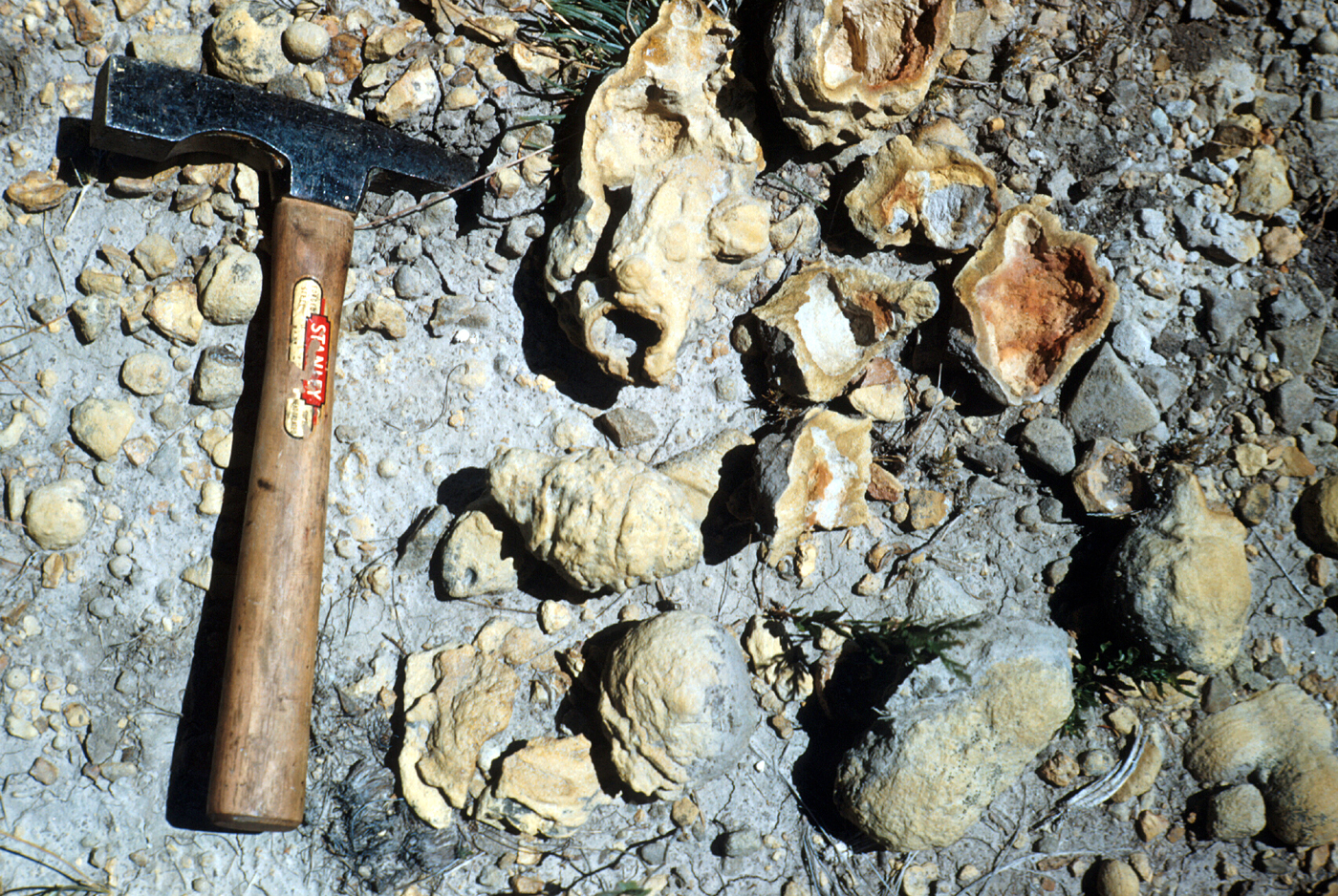
Jarosit-Konkretionen aus der „Ludlow Formation“ im Harding County (South Dakota)

Jarosit bildet sich als typisches Sekundärmineral durch Verwitterung aus Eisensulfiden, vorwiegend aus Pyrit. Als Begleitmineral tritt neben diesem unter anderem noch Natrojarosit auf, mit dem es eine lückenlose Mischkristallreihe bildet. Daneben bildet Jarosit auch Pseudomorphosen nach Alunit.
Insgesamt wurde Jarosit bisher (Stand: 2012) an über 1800 Fundorten nachgewiesen.
In Deutschland trat Jarosit an vielen Orten im Schwarzwald in Baden-Württemberg; bei Hagendorf (Waidhaus) in Bayern; bei Kirschhausen, Richelsdorf, Biebergemünd und Essershausen in Hessen; bei Müllingen und mehreren Orten im Harz in Niedersachsen; bei Friedland in Mecklenburg-Vorpommern; an mehreren Orten im Sauerland und Siegerland in Nordrhein-Westfalen; an vielen Orten der Eifel von Nordrhein-Westfalen bis Rheinland-Pfalz; an einigen Stellen um Saarlouis im Saarland; am Petersberg bei Halle, bei Hasserode und Staßfurt in Sachsen-Anhalt; an vielen Orten im sächsischen Erzgebirge, der Oberlausitz und bei Oelsnitz/Vogtl. sowie bei Ronneburg, Neumühle/Elster und Schmiedefeld am Rennsteig in Thüringen auf.
In Österreich wurde Jarosit vor allem in Kärnten (Friesach-Hüttenberg, Karawanken, Kreuzeckgruppe), Niederösterreich (Waldviertel), Salzburg (Hohe Tauern) und der Steiermark (Fischbacher Alpen, Stubalpe) auf, wurde aber auch am Pauliberg im Burgenland, am Silberberg, der Gratlspitze und am Weißen Schrofen in Tirol, bei Eferding und Grein in Oberösterreich sowie bei Fellimännle (Silbertal) in Vorarlberg gefunden.
In der Schweiz fand man das Mineral vor allem im Kanton Wallis, aber auch bei Grindelwald im Kanton Bern sowie bei Bex und Eclépens im Kanton Waadt.
Weitere Fundorte liegen unter anderem in Afghanistan, der Antarktis, Argentinien, Armenien, Aserbaidschan, Australien, Belgien, Bolivien, Brasilien, Bulgarien, Chile, China, Dänemark, der Demokratischen Republik Kongo, Ecuador, Eritrea, Estland, Frankreich, Griechenland, Island, Indien, Indonesien, Iran, Irland, Italien, Japan, Kanada, Kasachstan, Kirgisistan, Kolumbien, Kuba, Madagaskar, Mali, Marokko, Mazedonien, Mexiko, der Mongolei, Namibia, den Niederlanden, Neuseeland, Norwegen, Pakistan, Papua-Neuguinea, Peru, den Philippinen, Polen, Portugal, Rumänien, Russland, Schweden, der Slowakei, Spanien, Südafrika, Taiwan, Tschechien, der Ukraine, Ungarn, Usbekistan, den U.S. Virgin Islands, im Vereinigten Königreich (Großbritannien), den Vereinigten Staaten von Amerika (USA) und Zypern.
Auch in Gesteinsproben vom Mittelatlantischen Rücken und vom Juan-de-Fuca-Rücken im Pazifik wurde Jarosit nachgewiesen.
Jarosit wurde im März 2004 von der Raumsonde „Opportunity“ auch auf der Oberfläche des Planeten Mars nachgewiesen. Da Jarosit auf der Erde nur unter Mitwirkung von Wasser gebildet werden kann, gilt der Nachweis als Indiz, dass auf dem Mars flüssiges Wasser vorhanden war.
Jarosit kommt auch in größeren Mengen im Bodentyp Organomarsch vor, der Verbreitung in den Altmarschen z. B. der deutschen Nordseeküste hat. Bei der Anlage eines Bodenprofils zeigt er sich in Form intensiv gelber Einsprengsel im Unterboden, wo er auf Grund sehr niedriger pH-Werte und der Anwesenheit von Eisensulfat ausfällt. Das Mineral wird im Sprachgebrauch der Region auch Maibolt genannt. Der Name beruht auf dem frisch umgepflügten Feld (Maifeld) und der abergläubischen Vorstellung an einen Kobold, der den Boden gelb färbt. Die Beziehung zu dem im Volksglauben negativ besetzten Kobold liegt auf der Hand: Ein Feld, an dem Maibolt an die Oberfläche gepflügt wird, trägt über Jahre kaum Pflanzen und galt daher als vom Erdgeist vergiftet.

## Verwendung
Jarosit hat keine bedeutende Anwendung. Das Mineral wird mitunter als gelbes Erdpigment in der Malerei verwendet. An einem 2600 Jahre alten Holzsarkophag wurde die Verwendung nachgewiesen.